# Svartsvala
Svartsvala (Psalidoprocne pristoptera) är en fågel i familjen svalor inom ordningen tättingar.

## Utseende
Svartsvalan är en i stort sett helsvart svala med lång kluven stjärt. Fjäderdräkten varierar något geografiskt, med vitt eller ljusgrått på undervingens främre del hos vissa populationer. Flykten är rätt udda och svag för att vara en svala.

## Utbredning och systematik
Svartsvala delas in i tolv underarter med följande utbredning:
- Psalidoprocne pristoptera petiti – sydöstra Nigeria och sydvästra Kamerun till Cabinda och nedre Kongofloden
- Psalidoprocne pristoptera chalybea – sydostligaste Nigeria och Kamerun till Centralafrikanska republiken, nordvästra Sydsudan och nordöstra Kongo-Kinshasa
- Psalidoprocne pristoptera pristoptera – höglänta områden från Eritrea till norra Etiopien och Somalia
- Psalidoprocne pristoptera blanfordi – västcentrala höglandet i Etiopien
- Psalidoprocne pristoptera antinorii – höglänta områden i nordöstra, södra och öst-centrala Etiopien (i söder till Lake Turkana)
- Psalidoprocne pristoptera oleaginea – östra Sydsudan och sydvästra Etiopien
- Psalidoprocne pristoptera mangbettorum – nordostligaste Kongo-Kinshasa och södra Sydsudan
- Psalidoprocne pristoptera ruwenzori – Ruwenzoribergen (nordöstra Kongo-Kinshasa och sydvästra Uganda)
- Psalidoprocne pristoptera reichenowi – sydvästra Gabon till centrala Angola, södra Kongo-Kinshasa och västra Zambia
- Psalidoprocne pristoptera massaica – bergstrakter i västra och centrala Kenya, bergen Uluguru och Usambara (Tanzania)
- Psalidoprocne pristoptera orientalis – sydöstra Tanzania, nordöstra Zambia, Zimbabwe, Malawi och Moçambique
- Psalidoprocne pristoptera holomelas – höglänta områden från Kenya och Tanzania till Sydafrika

## Levnadssätt
Svartsvalan hittas i och över skogsområden och plantage. Den ses vanligen i flykten eller sittande i ett dött träd.

## Status och hot
Arten har ett stort utbredningsområde och en stor population, men tros minska i antal till följd av habitatförstörelse, dock inte tillräckligt kraftigt för att den ska betraktas som hotad. Internationella naturvårdsunionen IUCN kategoriserar därför arten som livskraftig (LC). Världspopulationen har inte uppskattats men den beskrivs som generellt vanlig till lokalt mycket vanlig, dock ovanlig i nedre Kongobäckenet, södra Zambia, västra Sudan och centrala Zimbabwe.

## Namn
Fågeln har även kallats svart kamvingesvala på svenska, men har tilldelats ett nytt namn för att undvika förväxling med de ej närbesläktade amerikanska kamvingesvalorna i släktet Stelgidopteryx.